# Pays de Kananaskis

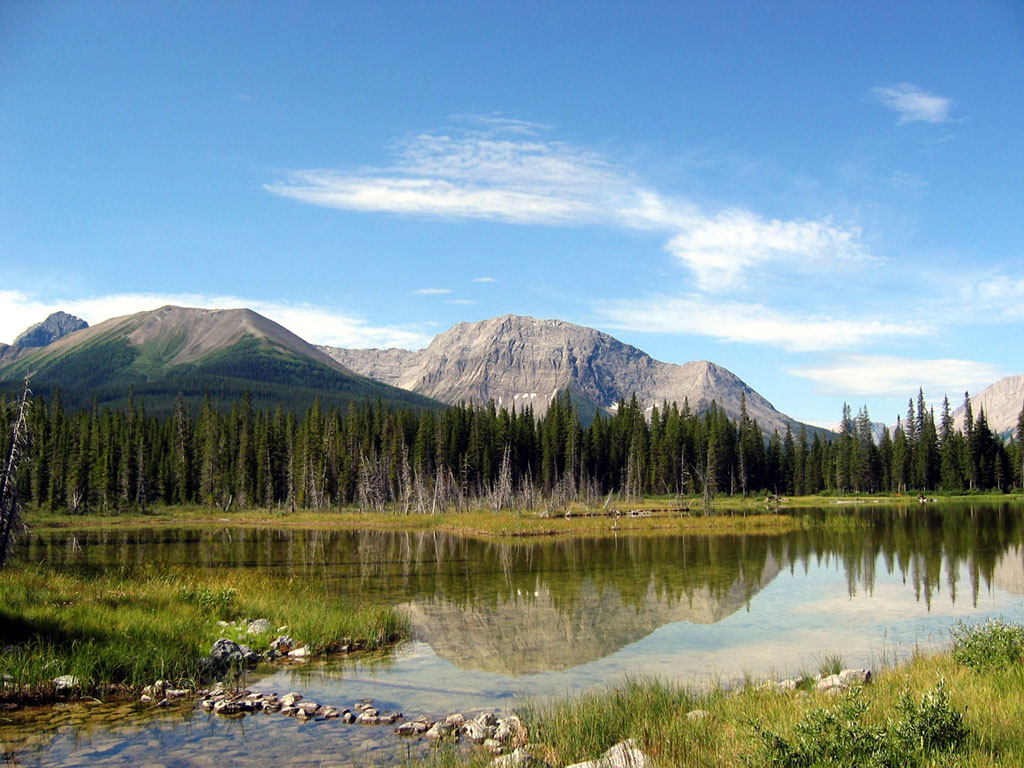
Parc provincial Peter Lougheed

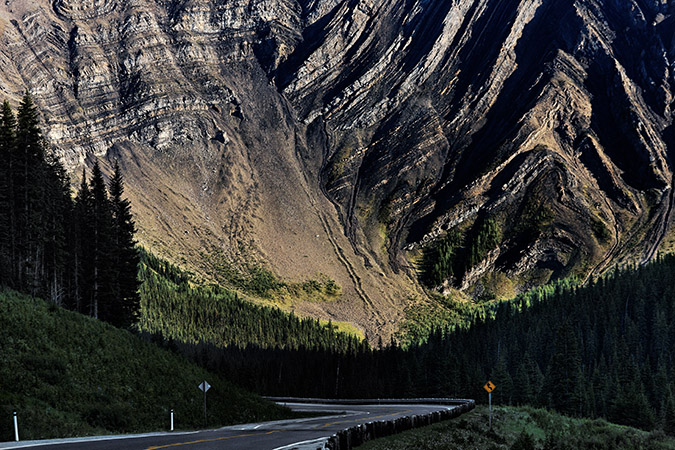
Highway 40 dans la vallée de Kananaskis, en Alberta

Le pays de Kananaskis, en anglais : Kananaskis Country, est un système de parcs situé à l'ouest de Calgary, Alberta au Canada, au pied des montagnes Rocheuses canadiennes.
Les visiteurs peuvent accéder au Kananaskis Country par le biais de trois autoroutes qui relient la région : la Highway 40, un segment de 66 km du Bighorn Highway également connu sous le nom de « Kananaskis Trail »; la Highway 66, une autoroute de 28 km commençant près de Bragg Creek connu sous le nom d'« Elbow Falls Trail »; et la Highway 68, une route de gravier de 42 km partant de la Trans-Canada Highway (Highway 1 connu sous le nom de « Sibbald Creek Trail. » 
Un institut de recherche en écologie et sciences de l'environnement de l'University of Calgary est situé à proximité, au lac Barrier. Le camp d'été de la « Tim Horton Children's Foundation » est également situé dans la région. L'Easter Seals Camp Horizon est également situé dans le pays de Kananaskis, le long de la Highway 66.
La région est nommée d'après la rivière Kananaskis, baptisée en 1858 par John Palliser du nom d'un indien Cri.

## Loisirs et tourisme

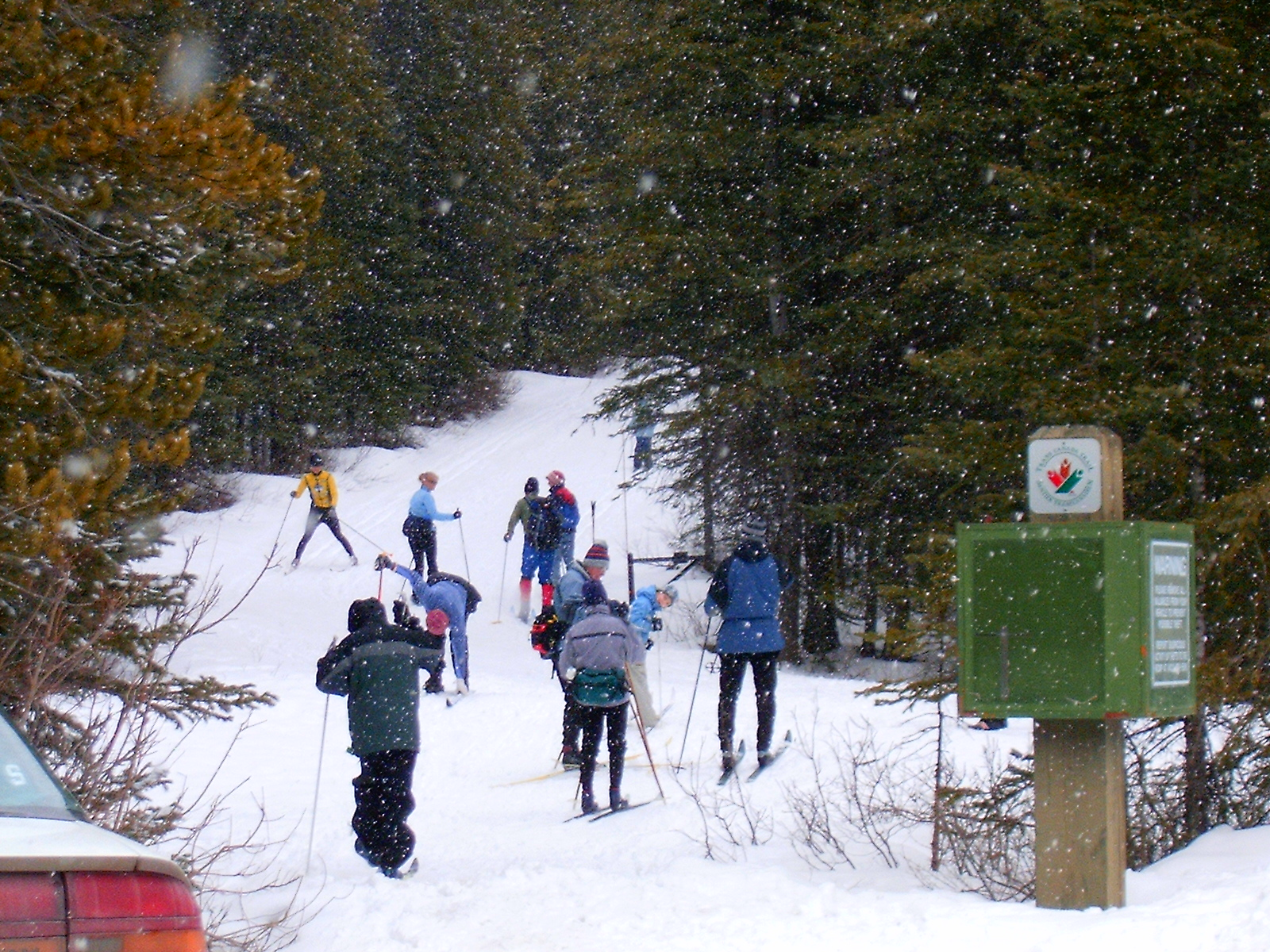
Ski de fond à Kananaskis

Le Kananaskis Country est connu pour être un lieu destiné au tourisme et aux loisirs. Les infrastructures touristiques de Kananaskis comprennent plusieurs emplacement de camping, un parcours de golf, un hôtel, un ranch, deux stations de ski alpin (Nakiska, qui accueillit plusieurs épreuves de ski alpin et freestyle pendant les Jeux olympiques d'hiver de 1988 et Fortress Mountain) et une station destinée au ski de fond (le Canmore Nordic Centre) qui sont ouvertes au public. Le Canmore Nordic Centre accueillit les épreuves de ski de fond pendant les Jeux olympiques d'hiver de 1988. La plupart des lieux destinés à l’accueil du public sont situés au sein du Peter Lougheed Provincial Park et le long de du « Highway 40 corridor » qui longe la rivière Kananaskis. Kananaskis possède plusieurs kilomètres de piste de randonnée, ski de fond et équitation. Parmi les autres activités praticables à Kananaskis figurent le vélo tout terrain, l'escalade, le trekking, la chasse et la pêche.

### Parcs
Plusieurs parcs provinciaux et une réserve écologique sont situés sur le pays de Kananaskis. Parmi lesquels :
- Parc provincial sauvage Bluerock
- Parc provincial de Bow Valley

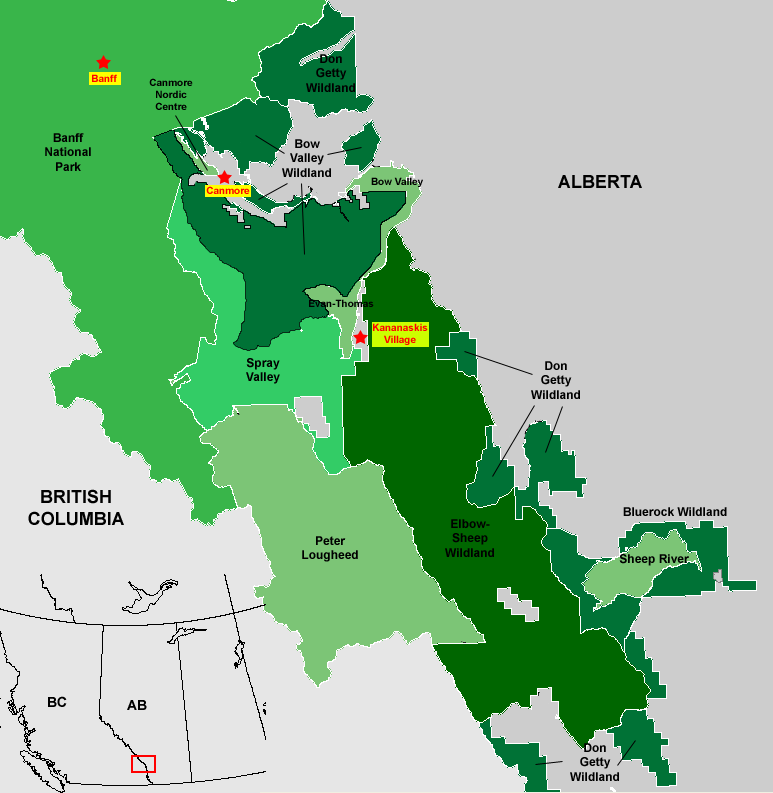
Taille et localisations des parcs du pays de Kananaskis.

- Parc provincial sauvage de Bow Valley
- Parc provincial de Bragg Creek
- Parc provincial de Canmore Nordic Centre
- Parc provincial sauvage Don Getty
- Parc provincial sauvage Elbow-Sheep
- Parc provincial Peter Lougheed
- Réserve écologique de Plateau Mountain
- Parc provincial de Sheep River
- Parc provincial de Spray Valley

Des zones spéciales au sein du Kananaskis Country qui ne sont pas répertoriées officiellement comme étant des parcs provinciaux ou des réserves écologiques comprennent la zone du Bow Corridor, la zone de la vallée de l’Elbow, la Evan-Thomas Provincial Recreation Area, les Highwood/Cataract Areas, la Sentinel Provincial Recreation Area, la Stoney Creek Provincial Recreation Area, la Strawberry Provincial Recreation Area et la Sibbald Area (Sibbald Lake Provincial Recreation Area et Sibbald Meadows Pond Provincial Recreation Area).

## Administration
Au niveau provincial, le pays de Kananaskis est administré depuis 1945 sous le nom de Improvement District No. 5 (Kananaskis). Il est établi par le Municipal Affairs branch du gouvernement de l'Alberta en matière de gestion forestière, l'extraction du gaz naturel et du pétrole, élevage, tourisme et loisir.
Toutes les zones du Kananaskis Country ne sont pas couvertes avec le même degré de protection. Le pays de Kananaskis est divisé en plusieurs catégories de zones : les « Provincial Parks », les « Provincial Recreation Areas », les « Wildland Provincial Parks », et les « Ecological Reserves ». Ces différentes catégories de zones ne sont pas régies par les mêmes lois en matière de protection de l'environnement.
Un plan de gestion, approuvé en mars 2003 par le Kananaskis Country, restreint les constructions ultérieurs dans la zone du Spray Valley Provincial Park, afin de préserver l'intégrité écologique du site. Certaines restrictions furent imposées telles que la conduite en dehors des routes que ce soit en voiture, motoneige, à cheval et à vélo, cependant un site de la Spray Valley a reçu un permis de construire un petit lodge,.

## Sommets du G8/G7 au Canada
Le 26 juin et 27 juin 2002, le pays a accueilli le 28e sommet du G8. Ce sommet annuel du G8 se déroule dans le village de Kananaskis au Kananaskis Resort (également appelé Delta Lodge at Kananaskis). Il s'agit alors de la deuxième fois que le Canada organise un sommet du G8 dans un lodge, après le 7e sommet du G7 organisé à Montebello en 1981. Jusqu'à présent, il s'agit du seul sommet à avoir eu lieu dans l'ouest canadien. Le sommet de 2002 rapporta quelque 300 millions $CAD à l'économie du pays de Kananaskis et de l'Alberta; cependant, les frais engagés pour la sécurité des participants coûtèrent quelque 200 millions $CAD, aux contribuables albertains.
La région de Kananaskis accueillera à nouveau le G7 du 15 au 17 juin 2025 pour son 51e sommet. 

## Climat
Kananaskis a un Climat subarctique selon la (classification de Köppen Dfc).
| Mois                              | jan.  | fév.  | mars  | avril | mai   | juin | jui. | août | sep. | oct. | nov. | déc.  | année |
| --------------------------------- | ----- | ----- | ----- | ----- | ----- | ---- | ---- | ---- | ---- | ---- | ---- | ----- | ----- |
| Température minimale moyenne (°C) | −13,2 | −10,9 | −7,7  | −3,2  | 1     | 4,5  | 6,6  | 6,1  | 2,3  | −1,2 | −7,6 | −11,9 | −2,9  |
| Température moyenne (°C)          | −7,5  | −5,1  | −1,7  | 3,1   | 7,6   | 11,4 | 14,1 | 13,6 | 9,4  | 4,8  | −2,5 | −6,7  | 3,4   |
| Température maximale moyenne (°C) | −1,8  | 0,7   | 4,2   | 9,4   | 14,1  | 18,2 | 21,5 | 21,1 | 16,5 | 10,8 | 2,5  | −1,4  | 9,6   |
| Record de froid (°C)              | −45,6 | −43,5 | −40,6 | −31,1 | −21,7 | −8,3 | −2,5 | −4   | −14  | −29  | −37  | −42,2 | −45,6 |
| Record de chaleur (°C)            | 19    | 18    | 19    | 26,1  | 29,5  | 31,1 | 33,9 | 33,3 | 31   | 27,2 | 19,5 | 16,1  | 33,9  |
| Précipitations (mm)               | 28,6  | 26,6  | 46,5  | 52,6  | 91,6  | 89,7 | 68,9 | 72,7 | 67,4 | 36   | 28,4 | 29    | 637,8 |

| Diagramme climatique                                  |              |             |             |           |             |             |             |             |            |             |             |
| J                                                     | F            | M           | A           | M         | J           | J           | A           | S           | O          | N           | D           |
| −1,8−13,228,6                                         | 0,7−10,926,6 | 4,2−7,746,5 | 9,4−3,252,6 | 14,1191,6 | 18,24,589,7 | 21,56,668,9 | 21,16,172,7 | 16,52,367,4 | 10,8−1,236 | 2,5−7,628,4 | −1,4−11,929 |
| Moyennes : • Temp. maxi et mini °C • Précipitation mm |              |             |             |           |             |             |             |             |            |             |             |

## Galerie

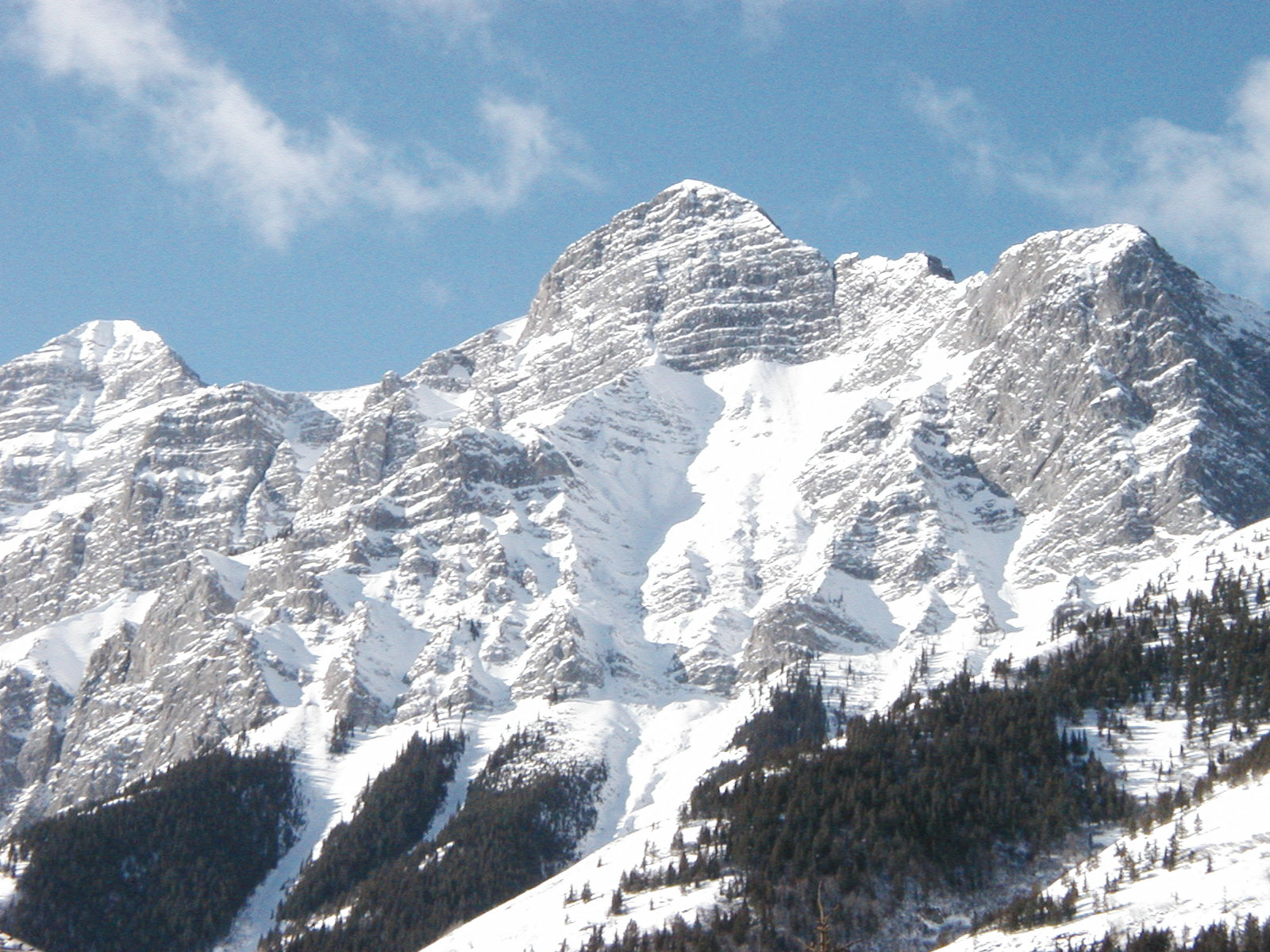
Vue depuis le village de Kananaskis
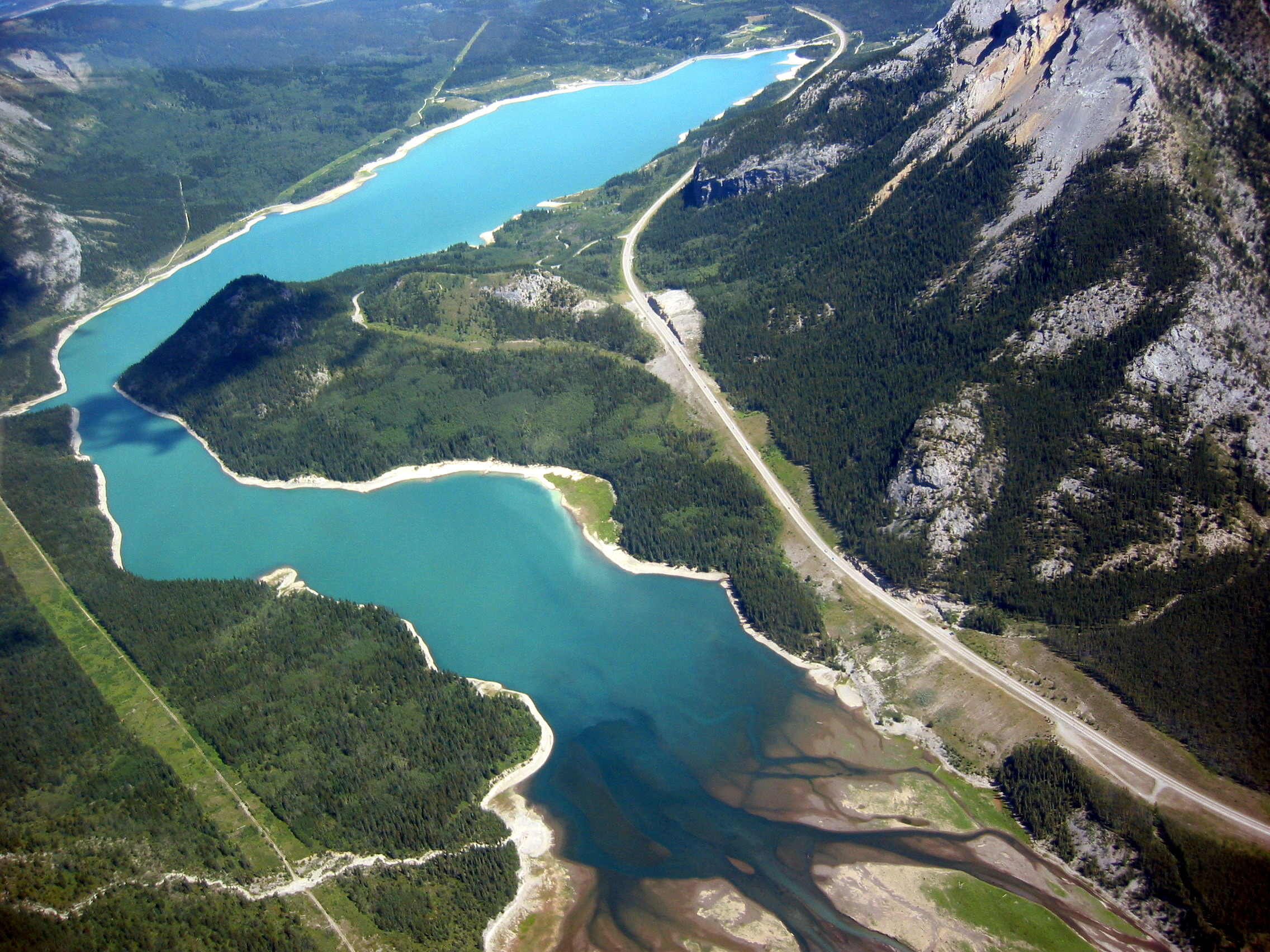
Lac Barrier
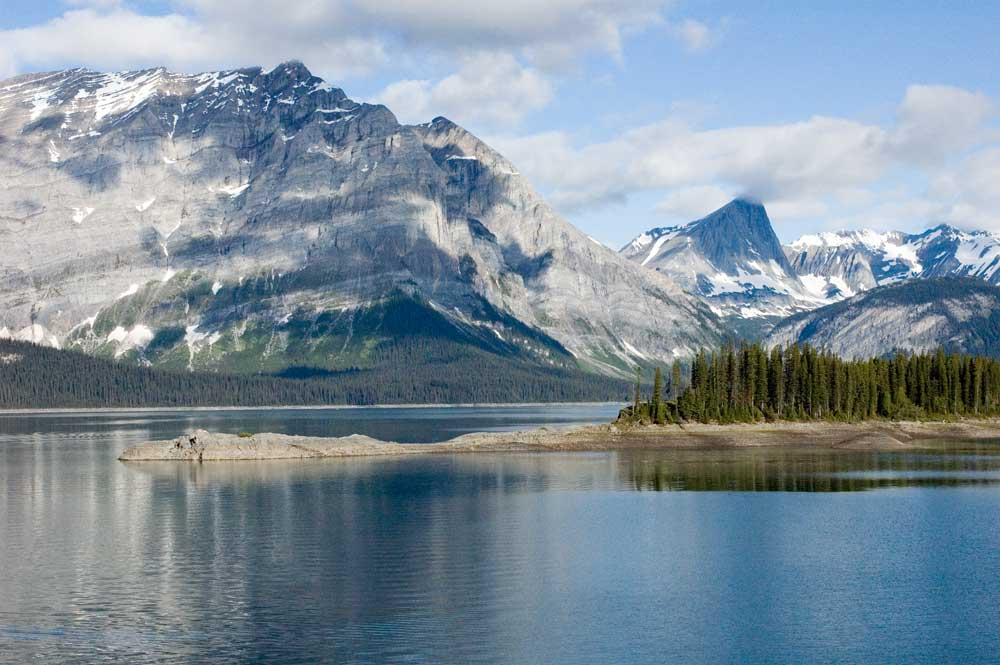
Upper Kananaskis Lake dans le Peter Lougheed Provincial Park
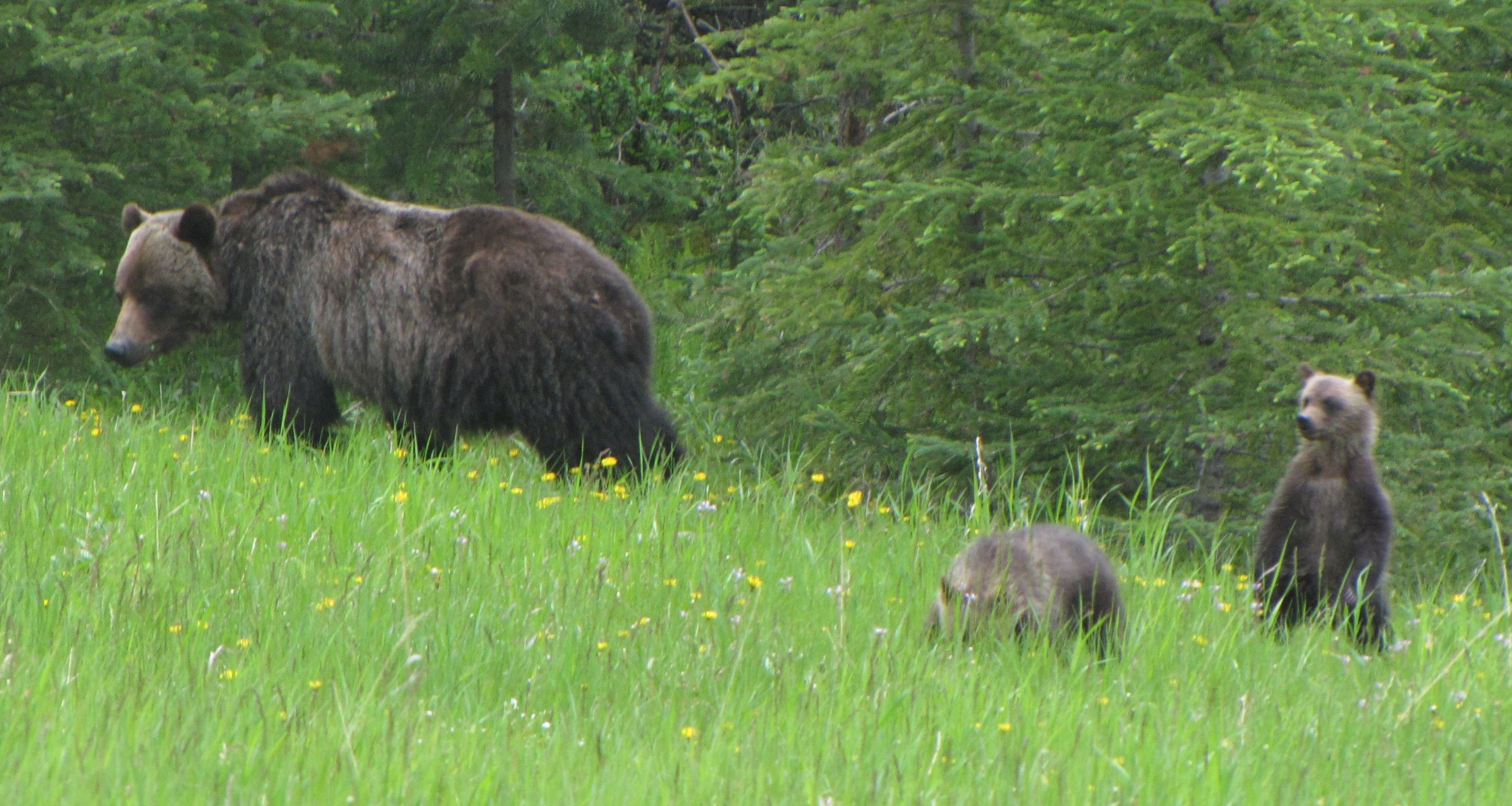
Un ours grizzly et deux oursons dans le pays de Kananaskis
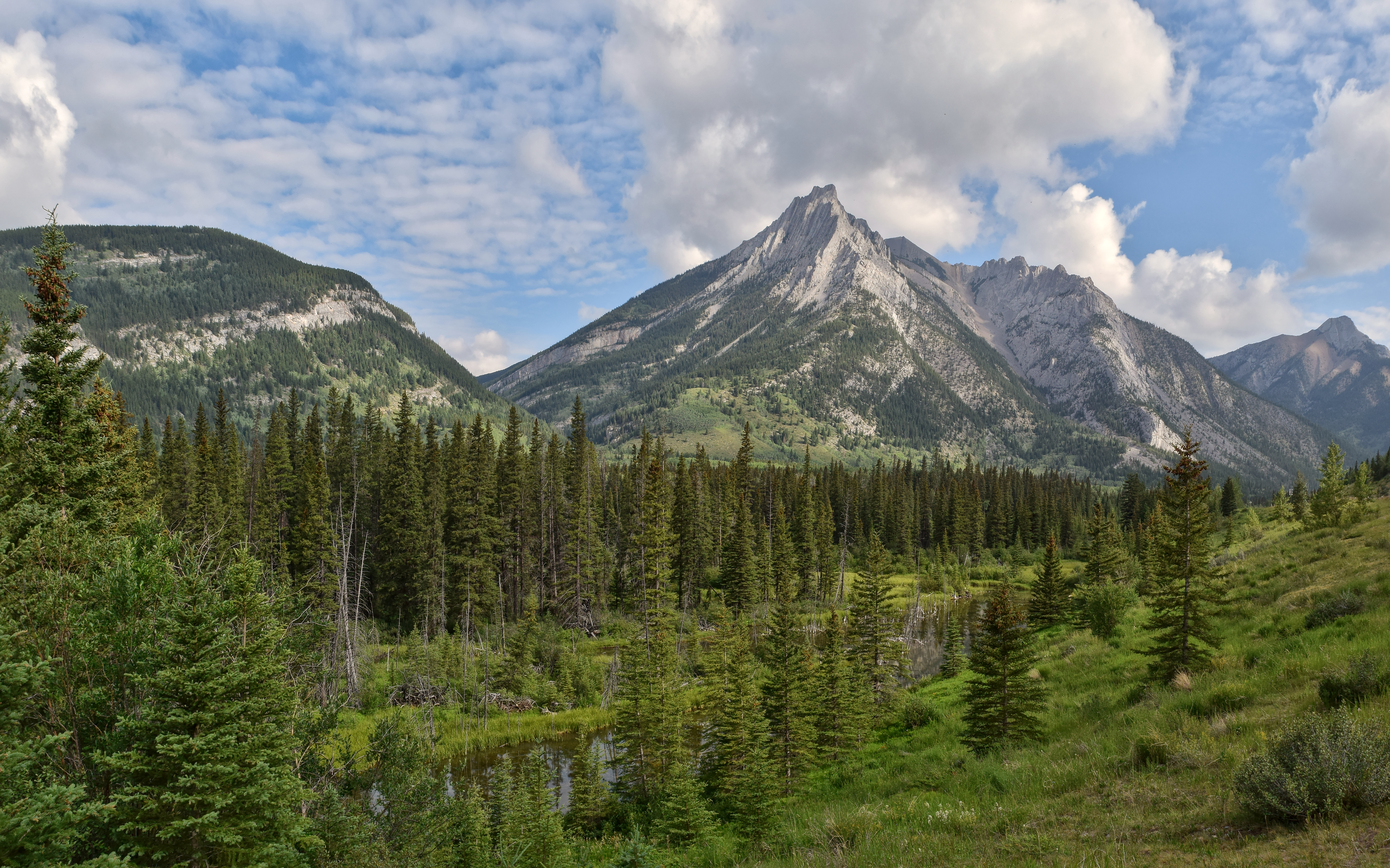
Le Mount Lorette (Alberta) (en), dans le pays de Kananaskis. Juillet 2023.